# Giovanni di Balduccio

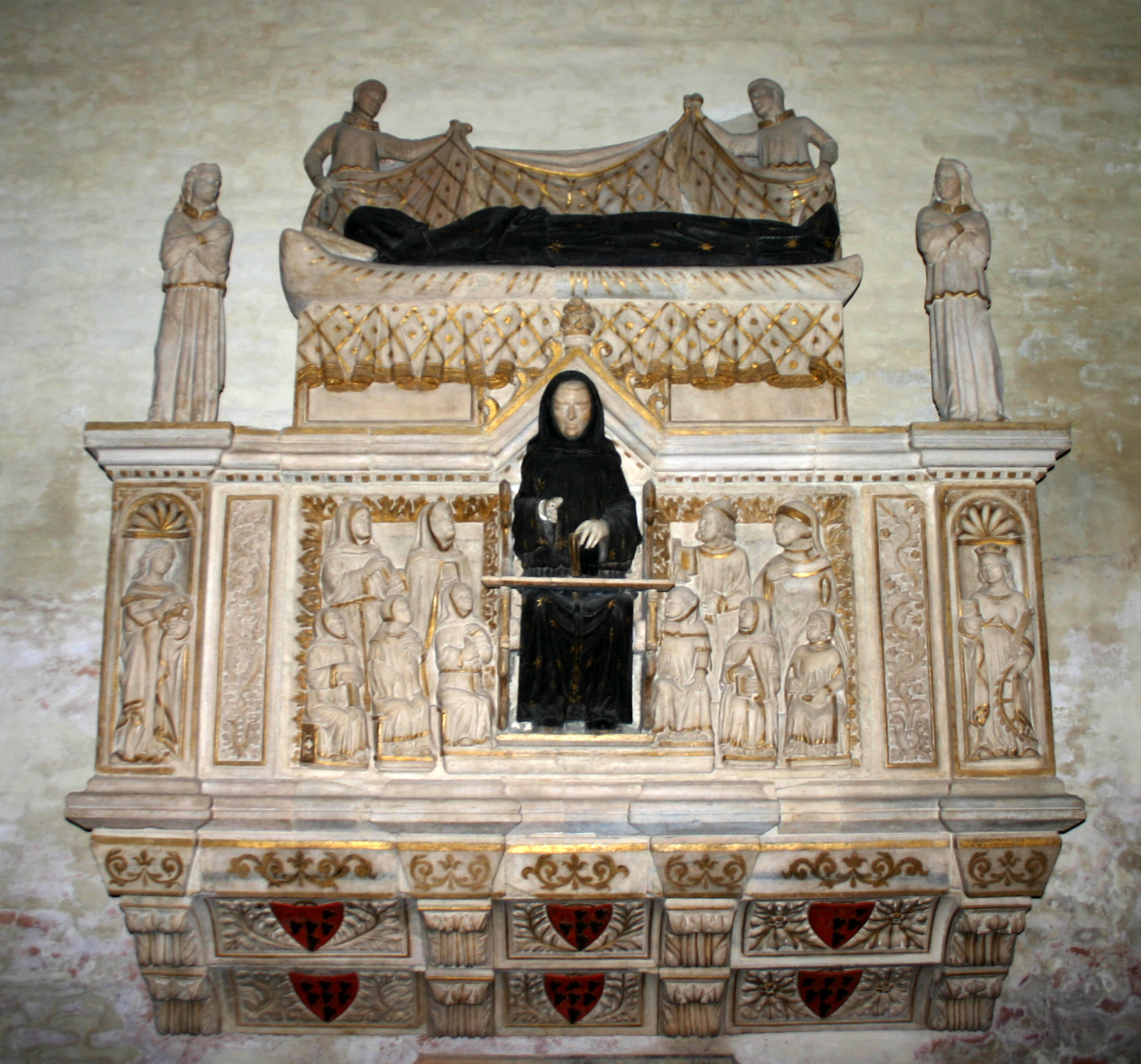
Tombeau de Lanfranco Settala (Milan)

Giovanni di Balduccio est un sculpteur gothique italien du XIVe siècle, natif de Pise, actif entre 1317 et 1365 qui a été un des élèves remarquables d'Andrea Pisano.

## Biographie
Après avoir étudié auprès d'Andrea Pisano et de  Giovanni Pisano et aussi auprès de Tino di Camaino dans les chantiers du Dôme de Pise et puis à l'atelier de Lupo di Francesco, 
il part  en Lombardie, sur l'invitation d'Azzon Visconti, autour de 1330.
Récemment, l’arche de saint Augustin, conservée dans la basilique San Pietro in Ciel d'Oro à Pavie et réalisée entre 1362 et 1365 (mais pas entièrement terminée), a également été attribuée, comme l’ont déjà suggéré d’importants chercheurs, tels que William Reinhold Valentiner et Francesco Caglioti, au maître pisan. Selon toute probabilité, Giovanni ne mourut pas en 1349, mais il resta opérationnel en Lombardie au moins jusqu’en 1365, année où s’interrompirent les travaux de l’arche de Saint Augustin, qui fut ensuite réalisée par Giovanni di Balduccio, désormais âgé, avec certains de ses élèves.

## Œuvres
- Tombeau de Lanfranco Settala[2], Milan
- Arc de saint Pierre martyr (1335-1339), église Sant'Eustorgio, Milan, commandé par Azzon Visconti
- Chaire avec  L'Annunciata (1334), église Santa Maria del Prato, San Casciano in Val di Pesa
- Tombeau de Guarnerio degli Antelminelli (1324), église San Francesco, Sarzana
- Tombeau de Azzone Visconti, église San Gottardo in Corte, Milan (détruit puis reconstruit)
- Maître-autel, église San Domenico à Bologne
- Arche de saint Augustin (1362-1365), basilique San Pietro in Ciel d'Oro, Pavie

## Sources
- (it) Cet article est partiellement ou en totalité issu de l’article de Wikipédia en italien intitulé « Giovanni di Balduccio » (voir la liste des auteurs).